# Herzogobryum teres
Herzogobryum teres är en bladmossart som först beskrevs av Carrington et Pearson, och fick sitt nu gällande namn av Riclef Grolle. Herzogobryum teres ingår i släktet Herzogobryum och familjen Gymnomitriaceae. Inga underarter finns listade i Catalogue of Life.